# کارلا هوموکلا
کارلا هومولکا (انگلیسی: Karla Homolka) زاده ۴ می ۱۹۷۰ در انتاریو کانادا یک قاتل سریالی محکوم‌شده کانادایی است که به همسرش در قتل ۳ زن یاری کرد.